# Lawrence Gray
Pour les articles homonymes, voir Gray.
Lawrence Gray est un acteur américain né le 28 juillet 1898 à San Francisco, et mort le 2 juillet 1970 à Mexico.

## Filmographie partielle
- 1925 : Vedette  (Stage Struck) de Allan Dwan : Orme Wilson
- 1925 : Le Prix d'une folie (The Coast of Folly) de Allan Dwan : un baigneur
- 1926 : Le Galant Étalagiste (Love 'Em and Leave 'Em) de Frank Tuttle : Bill
- 1926 : Kid Boots de Frank Tuttle : Tom Sterling
- 1926 : La Coupe de Miami (The Palm Beach Girl) de Erle C. Kenton
- 1926 : Vénus moderne (The American Venus) de Frank Tuttle : Chip Armstrong
- 1926 : The Untamed Lady de Frank Tuttle
- 1927 : L'Homme de la nuit (After Midnight) de Monta Bell : Joe Miller
- 1927 : La Belle apprivoisée (Pajamas) de John G. Blystone : John Weston
- 1927 : Les Conquêtes de Norah (Ankles Preferred)  de John G. Blystone
- 1927 : The Telephone Girl de Herbert Brenon : Tom Blake
- 1928 : Une gamine charmante (The Patsy) de King Vidor : Billy
- 1928 : Oh, Kay ! de Mervyn LeRoy
- 1929 : Marianne de Robert Z. Leonard : Stagg
- 1929 : L'Affaire Manderson (Trent's Last Case) de Howard Hawks : Jack Marlowe
- 1929 : Sin Sister de Charles Klein
- 1929 : La Grande Vie (It's a Great Life) de Sam Wood : Jimmy Dean
- 1930 : Going Wild de William A. Seiter : Jack Lane
- 1930 : Spring Is Here de John Francis Dillon : Steve Alden
- 1930 : The Florodora Girl de Harry Beaumont : Jack
- 1931 : Man of the World de Richard Wallace : Frank Reynolds